# Hybosoridae
Famille
Les Hybosoridae sont une famille de coléoptères de près de 600 espèces. Elle appartient à la super-famille des Scarabaeoidea. Le genre Liparochrus comprend 25 espèces.

## Description
Les espèces appartenant à cette famille mesurent entre 5 et 7 millimètres de long.

## Taxinomie
Cette famille se décompose en 5 sous-familles :
- Anaidinae Nilolaiev, 1996
- Ceratocanthinae Martinez, 1968
- Hybosorinae Erichson, 1847
- Liparochrinae Ocampo, 2006
- Pachyplectrinae Ocampo, 2006

et le genre fossile 
- Tyrannasorus Ratcliffe & Ocampo, 2001

## Publication originale
- Erichson, 1847 : Conspectus insectorum coleopterorum quae, in Republica Peruana observata sunt. Archiv für Naturgeschichte vol. 13, p. 67-185 (texte intégral).